# Andra sidan, Fagersta
Andra sidan är en stadsdel i tätorten Fagersta, i Fagersta kommun. Som namnet anger ligger den på andra sidan av Kolbäcksån, i förhållande till Fagersta. 

## Historik
Området Andra sidan växte upp kring Fagersta herrgård, vilken anlades runt 1760. Ett samhälle fanns här redan vid 1700-talets mitt. Efter förra sekelskiftet blev det ett bostadsområde reserverat för högre tjänstemän och direktörer.
1907–1921 byggdes 14 villor söder om och en villa norr om Ekallén. 1928 uppfördes Gula villan efter ritningar av Cyrillus Johansson. Under 1930-talet tillkom 11 villor i varierande stil. Därefter byggde Fagersta Bruk (Fagersta AB) endast ett bostadshus, år 1973.

## Bebyggelse
De flesta villorna på Andra sidan är byggda i trä med många lekfulla detaljer och målade i ljusa färger. Några villor har dock putsade fasader. Bebyggelsen speglar de rådande villastilarna med tydliga inslag av jugend, funkis och nordisk klassicism. Ett fåtal fastigheter har uppförts de senaste åren efter det att Fagersta AB lät stycka av och sälja tomter till enskilda ägare.